# Przestrzele (gmina)
Przestrzele (od 1877 Bełda) – dawna gmina wiejska istniejąca w XIX wieku w guberni łomżyńskiej. Siedzibą władz gminy były Przestrzele.
Za Królestwa Polskiego gmina Przestrzele należała do powiatu szczuczyńskiego w guberni łomżyńskiej.
W 1874 roku do gminy Przestrzele włączono obszar zniesionej gminy Rajgród.
W 1877 roku gminę zniesiono, przemianowując ją na gmina Bełda.